# Bíborkadarka

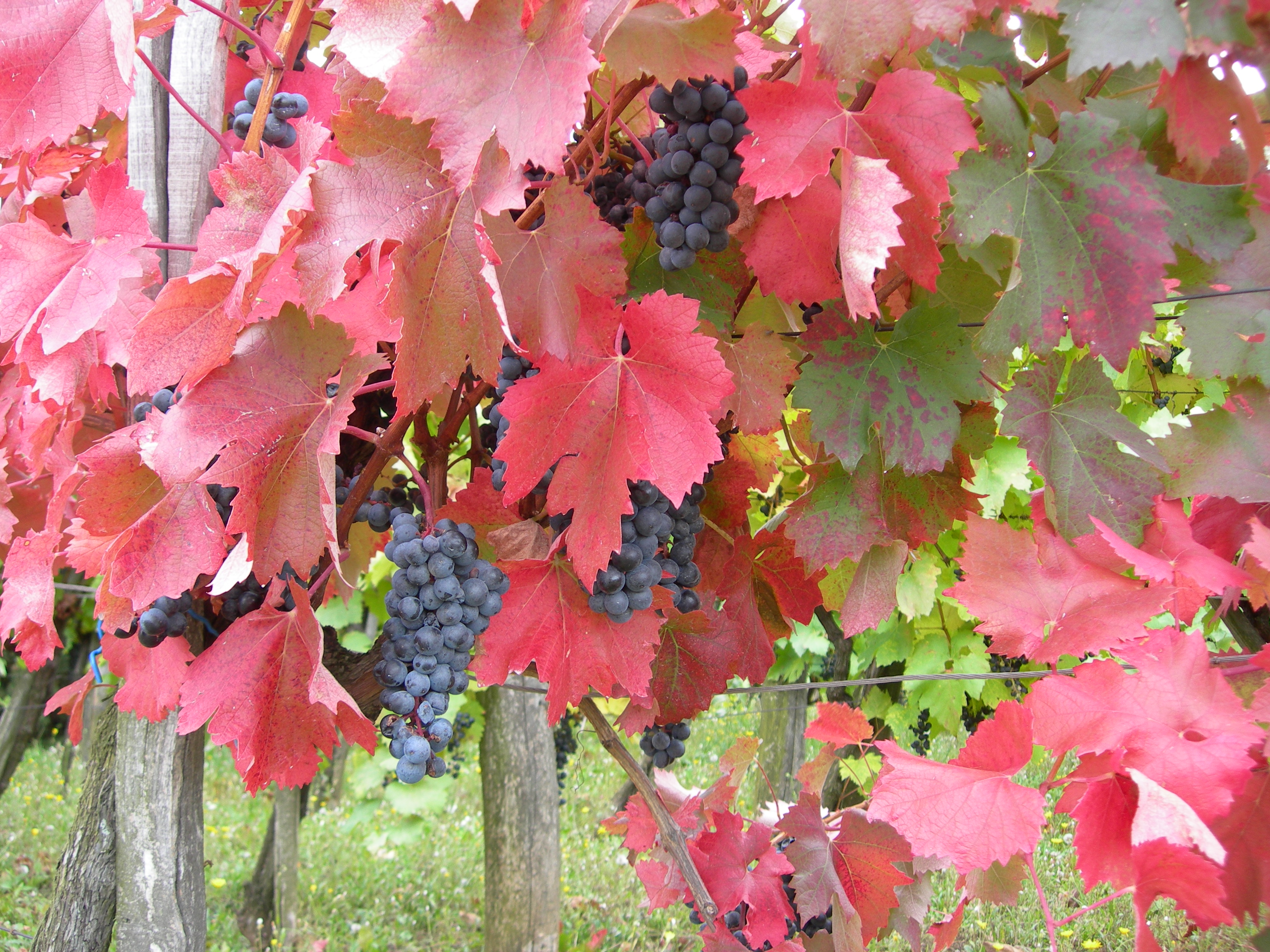
Bíborkadarka in herfstkleuren

De Bíborkadarka een Hongaars blauw druivenras, dat het meest gebruikt wordt om kleur aan een wijn te geven.

## Geschiedenis
Bíborkadarka betekent paarse/purperen Kadarka en blijkt na DNA-onderzoek een kruising te zijn van de Kadarka en de Muscat Bouschet. Dit ras werd in 1974 geregistreerd door Pál Kozma van de Szent István Universiteit in Boedapest.

## Kenmerken
De forse druivenstokken vragen een arbeidsintensieve teelt. De matig dichte trossen hebben een middelgrote omvang (120 g) met brede schouders, vaak met meerdere zijtrossen. De bessen zijn klein, rond, donkerblauw, hebben een dikke schil en veel kleurrijk sap. Het ras verlangt een lang groeiseizoen en rijpt laat (ongeveer begin oktober). Bij de oogst is het suikergehalte maar matig hoog. Het ras is uitgesproken gevoelig voor vorst, en maar matig gevoelig voor botrytis. De wijnen hebben een diepe donkere robijnrode kleur met een hoge zuurgraad. De rode kleur wordt benut voor verbetering van de kleur van andere rode wijnen.

## Gebieden
Deze inheemse variëteit wordt verbouwd in  de regio's Eger, Mátra in het noordoosten van het land en  de regio's Kunság en Szekszárd in het centrum en zuiden. Het totale oppervlakte waarop deze druif wordt bedraagt anno 2010 ruim 150 hectare.

## Synoniemen[1]
- Bibor Kadarka
- Biborkadarsa
- CS 4